# Põiksäär
Põiksäär ist eine unbewohnte Insel, 550 Meter von der größten estnischen Insel Saaremaa entfernt. Die Insel liegt in der Landgemeinde Saaremaa im Kreis Saare. Sie liegt in der Bucht Udriku laht. Die Insel wird zwar vom Kahtla-Kübassaare hoiuala umschlossen, gehört aber zum Kübassaare maastikukaitseala.
Põiksäär ist 240 Meter lang und 20 Meter breit.